# Franz Wembacher
Franz Wembacher (Bischofswiesen, 15 november 1958) is een voormalig West-Duits rodelaar. Wembacher was gespecialiseerd in het dubbel en vormde samen een dubbel met Hans Stanggassinger.
Wembacher won samen Stanggassinger in 1981 en 1983 de bronzen medaille op de wereldkampioenschappen.
In het seizoen 1982-1983 behaalden Stanggassinger en Wembacher de tweede plaats in het eindklassement van de wereldbeker.
Samen wonnen ze in totaal vijf wereldbekerwedstrijden allemaal op de baan van Königssee.
Wembacher behaalde zijn grootste succes door de gouden medaille te winnen tijdens de Olympische Winterspelen 1984 in het Joegoslavische Sarajevo.

## Resultaten

### Wereldkampioenschappen
| Jaar | Plaats       | Resultaat |
| ---- | ------------ | --------- |
| 1981 | Hammarstrand | dubbel    |
| 1983 | Lake Placid  | dubbel    |

### Olympische Winterspelen rodelen
| Jaar | Plaats   | Resultaat |
| ---- | -------- | --------- |
| 1984 | Sarajevo | dubbel    |

1964: Josef Feistmantl / Manfred Stengl ·
1968: Klaus-Michael Bonsack / Thomas Köhler ·
1972: Paul Hildgartner / Walter Plaikner & Horst Hörnlein / Reinhard Bredow ·
1976: Hans Rinn / Norbert Hahn ·
1980: Hans Rinn / Norbert Hahn ·
1984: Hans Stanggassinger / Franz Wembacher ·
1988: Jörg Hoffmann / Jochen Pietzsch ·
1992: Stefan Krauße / Jan Behrendt ·
1994: Kurt Brugger / Wilfried Huber ·
1998: Stefan Krauße / Jan Behrendt ·
2002: Patric Leitner / Alexander Resch ·
2006: Andreas Linger / Wolfgang Linger ·
2010: Andreas Linger / Wolfgang Linger ·
2014: Tobias Wendl / Tobias Arlt ·
2018: Tobias Wendl / Tobias Arlt ·
2022: Tobias Wendl / Tobias Arlt